# Gauting
Gauting là một đô thị ở huyện Starnberg, bang Bayern, Đức.

## Thành phố kết nghĩa
- Clermont-l'Hérault, Languedoc, Pháp
- Patchway ở South Gloucestershire, Anh